# M992
L'M992 è un veicolo di rifornimento per le artiglierie americane, che col passare del tempo sono diventate praticamente tutte semoventi, ma ancora hanno la necessità di avere sottomano un buon numero di proiettili per azioni di fuoco prolungato. L'M992, capace di trasportare 83 colpi da 155mm oppure, più raramente, 43 da 203mm, è un mezzo praticamente identico ai semoventi M109 da 155mm, solo ha una sovrastruttura fissa, trasformata in un vano di carico per munizioni. Può muoversi su qualsiasi terreno.

## Altri progetti

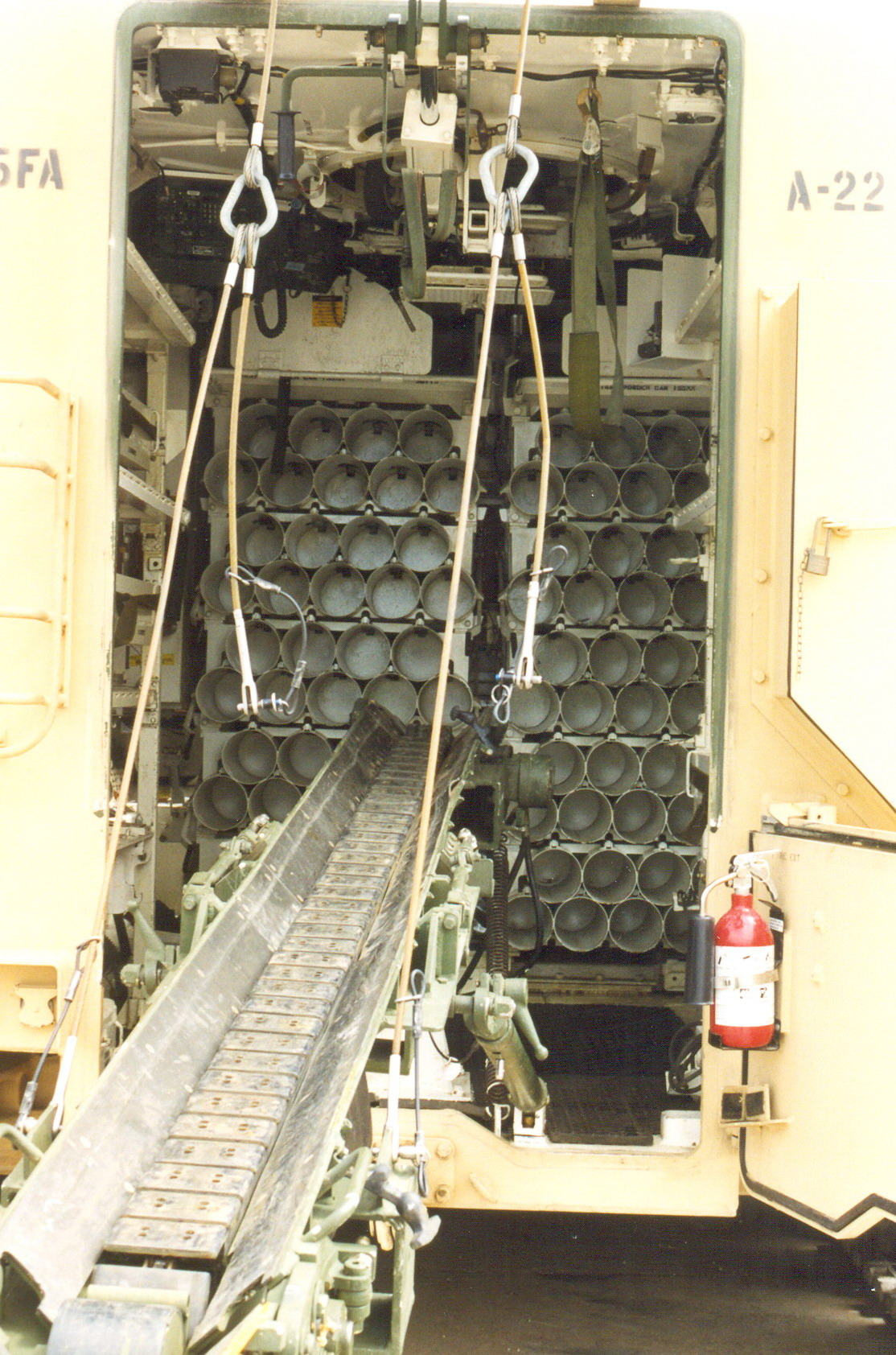
Retro del veicolo.